# Raimundo Infante
Raimundo Infante Rencoret, (Santiago, 2 de febrero de 1928-7 de septiembre de 1986) fue un artista y Futbolista chileno.
Fue un destacado arquitecto, pintor y docente de la Universidad Católica de Chile en las escuelas de arquitectura y diseño. Como deportista, fue delantero de Universidad Católica y de la selección nacional de fútbol de Chile, con la que disputó el Mundial de 1950. Con 114 goles, es el tercer máximo goleador en la historia del club cruzado.

## Primeros años de vida
Fue hijo de Leopoldo Infante Vargas y de María Rencoret. Estudio y se tituló de arquitectura en la Pontificia Universidad Católica de Chile, docente en la misma Casa de Estudios. Contrajo matrimonio con Marta Montt Luco, con la cual tuvo una hija Francisca Infante Montt.

## Trayectoria futbolística
Raimundo Infante fue un jugador indispensable en la obtención del primer título en la historia de Universidad Católica, en 1949. En esa temporada compartió equipo con jugadores de la talla de José Manuel Moreno, Sergio Livingstone y Fernando Riera, entre otros, bajo la dirección técnica de Alberto Buccicardi. Con el talento pujante de un equipo joven, más el aporte brillante de Livingstone, Moreno e Infante en la faceta goleadora, el equipo cruzado supo alzarse como el mejor de la temporada. 
Previamente a la consagración en el Torneo Oficial, el equipo cruzado, aún en etapa de ensamblaje, había sido eliminado en primera ronda del Campeonato de Apertura, pero tuvo revancha en el torneo reducido de consuelo al imponerse sobre Badminton por 3-2.
Al año siguiente emprende una aventura con Universidad Católica en España y obtiene el Torneo Internacional de Pascua en Cataluña, Infante anota frente al seleccionado local.
A nivel local, Raimundo Infante festejaría además con Universidad Católica el título de 1954 y el de Segunda División en 1956, ya en plena madurez (28 años).

## Selección de Chile
Jugando por la Selección de Chile anota dos goles en la Copa América de 1949, totalizando 3 goles en esta competencia sudamericana al final de su carrera. Como artillero consolidado, disputó el Mundial de 1950.

### Participaciones en Copas del Mundo
| Mundial             | Sede   | Resultado    |
| ------------------- | ------ | ------------ |
| Copa del Mundo 1950 | Brasil | Primera fase |

## Homenajes
La Pontificia Universidad Católica organizó un concurso de dibujo con su nombre para honrarle como destacado artista y deportista.

## Clubes
| Club                         | Competición      | Temporada  | Liga  | Liga  | Media goleadora |
| Club                         | Competición      | Temporada  | Goles | Part. | Media goleadora |
| ---------------------------- | ---------------- | ---------- | ----- | ----- | --------------- |
| Universidad Católica · Chile | Primera División | 1946-1950  | 105   | 172   | 0.61            |
| Universidad Católica · Chile | Primera División | 1954-1955  | 105   | 172   | 0.61            |
| Universidad Católica · Chile | Segunda División | 1956       | 9     | 12    | 0.75            |
| Total club                   | Total club       | Total club | 114   | 184   | 0.62            |

## Palmarés

### Torneos nacionales
| Título             | Equipo                    | País  | Año  |
| ------------------ | ------------------------- | ----- | ---- |
| Primera División   | C.D. Universidad Católica | Chile | 1949 |
| Torneo C. Apertura | C.D. Universidad Católica | Chile | 1949 |
| Primera División   | C.D. Universidad Católica | Chile | 1954 |
| Segunda División   | C.D. Universidad Católica | Chile | 1956 |